# 유스튀스 쉬스테르만스
유스튀스 쉬스테르만스(네덜란드어: Justus Sustermans 또는 Suttermans, 1597년 9월 28일~1681년 4월 23일) 또는 요스트 쉬스테르만스(네덜란드어: Joost Sustermans)는 주로 초상화로 유명한 플랑드르의 화가이자 제도사이다. 그는 역사화와 장르화, 정물화와 동물화도 그렸다. 이탈리아식 이름으로 지우스토(Giusto)로 불리기도 했다.
쉬스테르만스는 메디치 가문의 궁정 화가였기 때문에 주로 메디치 가문 구성원들의 초상화를 그린 것으로 유명하다. 신성 로마 제국의 황제 페르디난트 2세는 그를 비엔나로 초대하여 황실의 초상화를 그리게 했으며 쉬스테르만스과 그의 형제들에게 귀족 특허를 부여했다. 그는 살아 있는 동안 이탈리아 최고의 초상화가로 칭송받았다.

## 생애
유스튀스 쉬스테르만스는 안트베르펜에서 원래 브뤼헤 출신의 재단사 프란스 쉬스테르만스과 에스테르 스히프만스의 아들로 태어났다. 유스투스는 1597년 9월 28일 안트베르펜 대성당에서 세례를 받았다. 그는 1609년에 화가 마르턴 드 보스의 조카인 빌럼 드 보스의 제자로 앤트워프 성 루크 길드에 등록되었다. 그는 1616년 안트베르펜을 떠나 파리로 갔는데, 그곳에서 안트베르펜 출신의 저명한 초상화가인 프란스 푸르부스 2세의 작업장에서 약 2년을 보냈다.

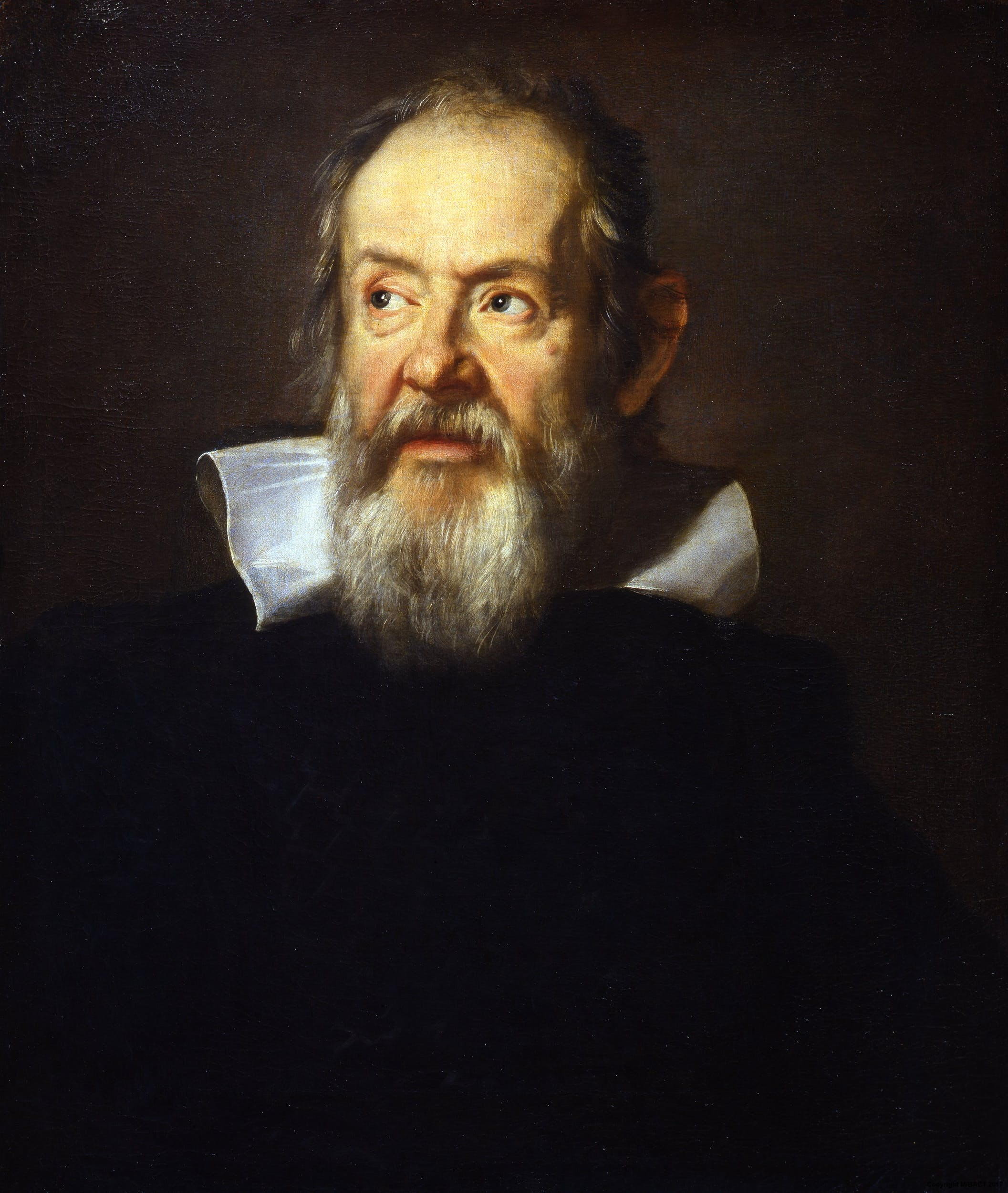
유스튀스 쉬스테르만스가 그린 갈릴레오 갈릴레이의 초상화, 1635년, 우피치 미술관

1620년 토스카나 대공 코시모 2세 데 메디치가 플랑드르와 프랑스의 태피스트리 직공들을 파리에서 토스카나로 초대하자, 유스투스도 그들과 합류했다. 이들은 1620년 10월에 피렌체에 도착했을 것으로 추측된다. 1621년 4월 20일, 그는 피렌체에서 성 바바라의 그림에 대한 대가로 성 바바라 에 퀴리노 콤파냐가 그에게 돈을 지불했을 때 처음 기록되었으며 1621년 10월 처음으로 메디치 가문에서 일한 것으로 기록되었다. 그는 태피스트리 직공 중 한 명의 초상화, 즉 Pietro Févère 또는 Ebert d'Egidio van Asselt의 초상화로 알려진 그림을 바탕으로 이 법정 임명을 얻었다.